# Isole Masalembu
Le isole Masalembu (in indonesiano: Kepulauan Mesalembu) si trovano nel Mar di Giava a nord di Madura, a circa metà strada tra Madura e Borneo.
Formano amministrativamente il distretto di Masalembu  di reggenza di Sumenep di Madura, nella provincia indonesiana di Giava Orientale. La lingua madurese è parlata sulle isole. Le tre isole principali sono l'isola di Masalembu, l'isola di Masakambing e l'isola di Karamian. L'area terrestre del distretto è di 40,85 km quadrati e nel censimento del 2000 avevano una popolazione di 20.687 persone, aumentando a 21.705 al censimento del 2010; l'ultima stima al 2015 è di 23.751.